# Slag bij Nanshan

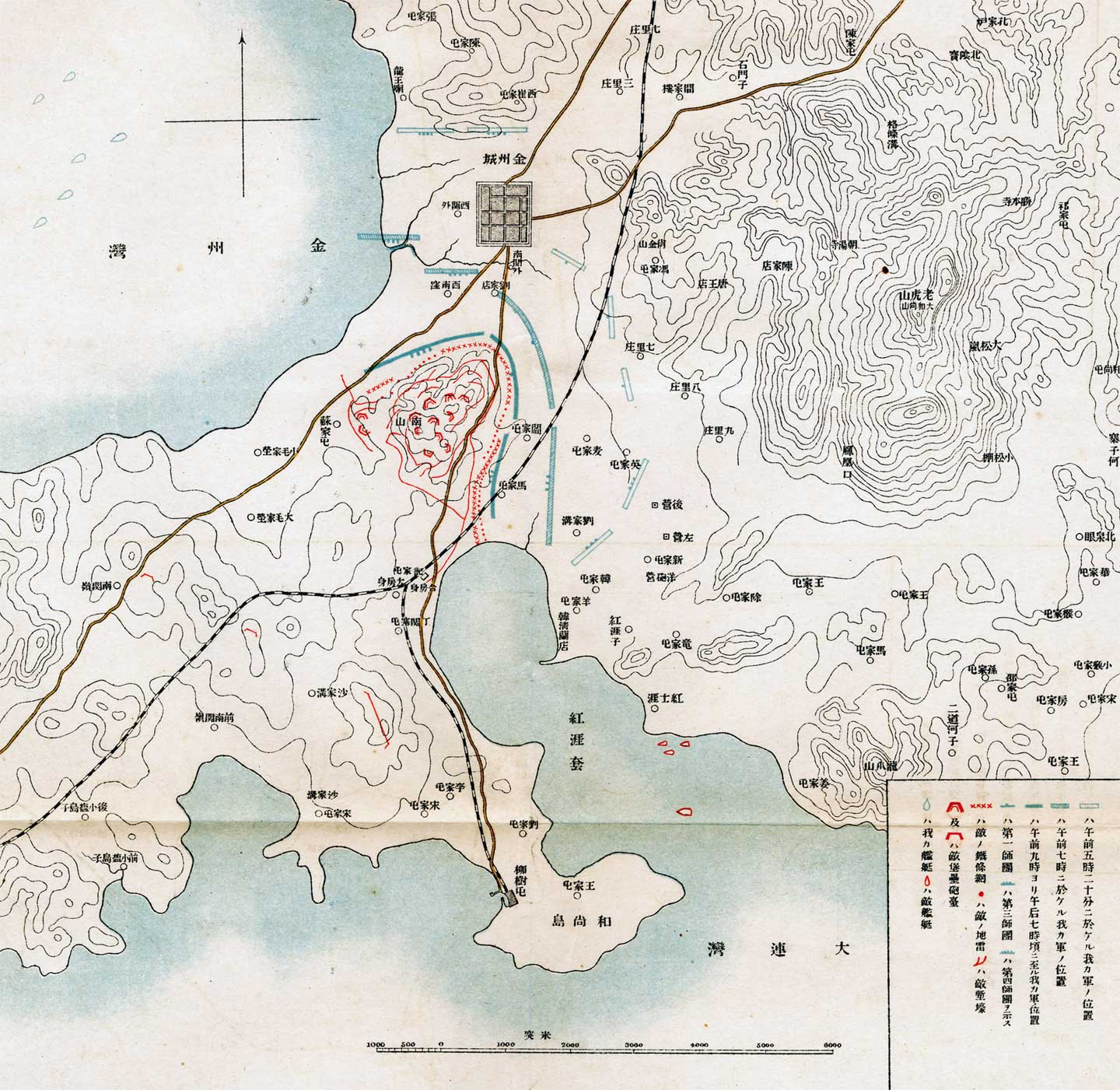
Japanse kaart van de slag

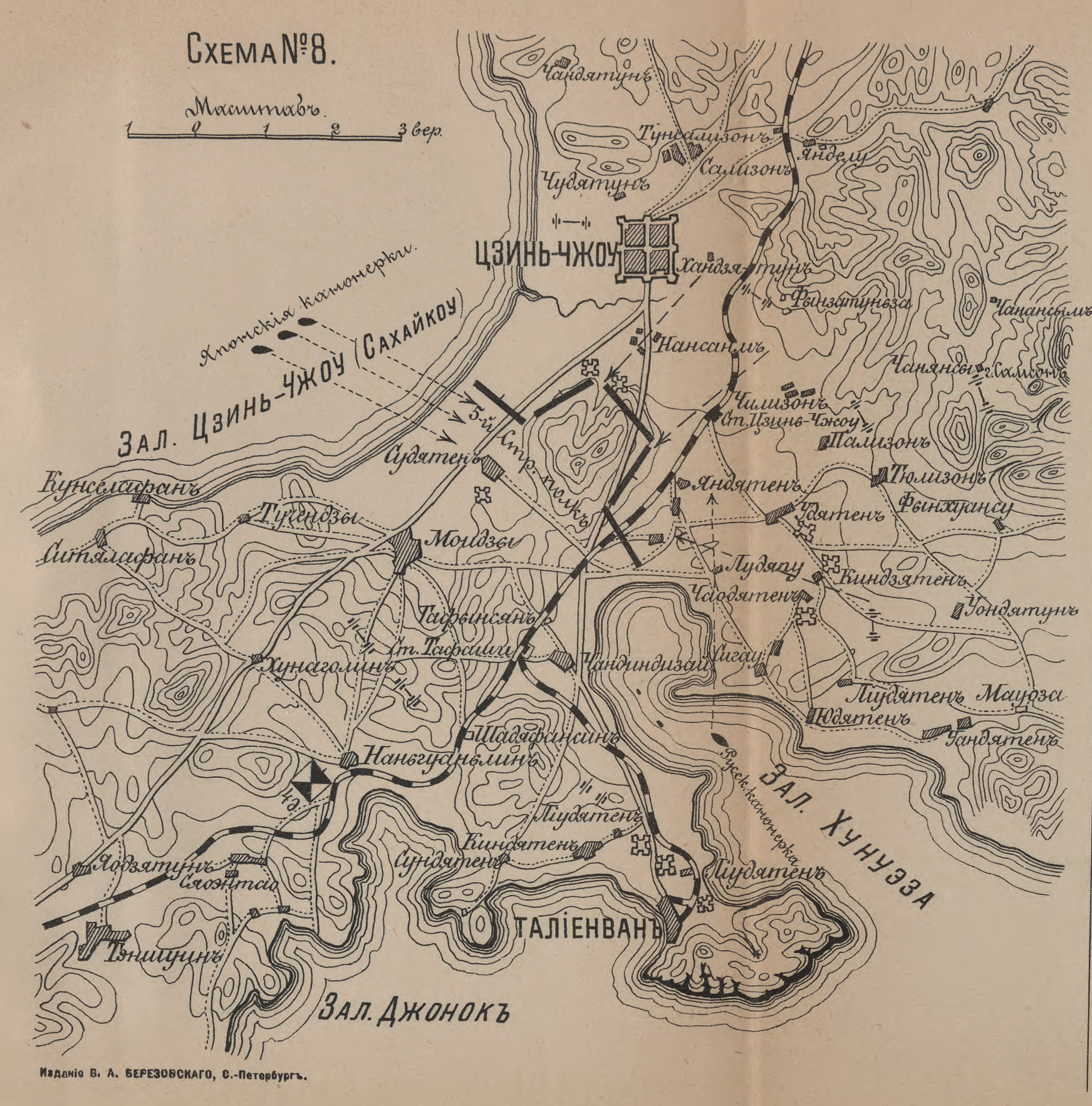
Russische kaart van de slag

De Slag bij Nanshan (Japans: 南山の戦い, Nanzan no tatakai) was een veldslag in de Russisch-Japanse Oorlog van 24 tot 26 mei 1904 op het schiereiland Liaodong.

## Achtergrond
Na de Japanse overwinning in de slag bij de Yalu-rivier landde het 2e Japans Leger van generaal Oku Yasukata op 5 mei 1904 met 38.500 man op het schiereiland Liaodong, op 90 km van Port Arthur.
Hun doel was om door de Russische verdediging te breken en de havens Dalian en Port Arthur in te nemen.
Onderkoning Yevgeni Ivanovich Alekseyev was teruggeroepen naar Moskou voor overleg met de tsaar. Hij had generaal-majoor Anatoli Stessel het bevel over de landmacht op het schiereiland Kwantung gelaten en admiraal Vilgelm Vitgeft het bevel over de zeemacht in Port Arthur.
Generaal Anatoli Stessel had 17.000 man waarvan er 3000 onder kolonel Nikolaj Tretjakov ingegraven lagen in loopgraven met prikkeldraad op de heuvel van Nanshan. De reserve was onder bevel van luitenant-generaal Aleksander Fok. De Russen beschikten over 114 kanonnen. De Japanners wisten van alle versterkingen, want kolonel Doi van de Japanse inlichtingendienst had vermomd als Chinese arbeider meegewerkt aan de aanleg ervan in 1903.

## De slag
Op 24 mei 1904 vielen de Japanners tijdens een hevig onweer de stad Chinchou (nu Jinzhou, 金州) ten noorden van de heuvel van Nanshan aan. Hoewel er maar 400 verdedigers waren met verouderde kanonnen, konden de Japanners niet doorbreken. Twee bataljons van de eerste divisie vielen onafhankelijk aan en konden om 05u30 op 25 mei 1904 doorbreken en de stad innemen.
Nu de flank veilig was, viel generaal Oku Yasukata de ingegraven stellingen op de heuvel van Nanshan aan. Een barrage door Japanse kanonneerboten ondersteunde de aanval.
De landmijnen en Maxim machinegeweren maakten veel Japanse slachtoffers. Om 18u00 hadden de Japanners na negen pogingen de heuvel nog niet veroverd. Generaal Oku Yasukata had al zijn reserves ingezet en beide zijden zaten door hun voorraad munitie. Kolonel Tretjakov kreeg geen versterking. De Russische reserve trok zich terug. Generaal Aleksander Fok liet de resterende munitie opblazen. Aleksander Fok was beducht voor een Japanse landing tussen Port Arthur en zijn stelling. Hij liet na om een bevel tot terugtocht te geven aan kolonel Tretjakov. Die was nu omsingeld zonder munitie of reserve.
Om 19u20 wapperde de vlag van de rijzende zon op de top van de heuvel van Nanshan. Tretjakov had 400 man verloren in de slag en verloor er nog 650 tijdens zijn terugtocht naar Port Arthur.

## Resultaat
De Russen verloren 1.400 doden, gewonden en vermisten. De Japanners verloren 6.198 man, waaronder de oudste zoon van generaal Maresuke Nogi.
De Japanners moesten tot 30 mei 1904 wachten op munitie. De Russen gaven Dalian op en trokken terug tot Port Arthur.